# Esfinx del roure
L'esfinx del roure (Marumba quercus) és una espècie de lepidòpter ditrisi de la família dels esfíngids (Sphingidae) pròpia de la regió Paleàrtica occidental, incloent-hi la península Ibèrica. L'eruga s'alimenta de diverses espècies de Quercus.

## Distribució
Es distribueix des de les Muntanyes del Rif i la Serralada de l'Atles a través de la península Ibèrica i Europa central i Meridional fins a Turquia, Transcaucàsia, oest del Kazakhstan, Líban, Israel, oest i nord de Jordània, nord de l'Iraq, sud-oest i nord de l'Iran i sud de Turkmenistan.

## Descripció

### Imago
Envergadura alar d'entre 85 i 100 mm. Cap, tòrax i abdomen marró clar uniforme, més o menys blanquinós depenent de l'exemplar. Ales anteriors amb línies ondulades de tons més foscos i clars, dibuixant franges en forma d'ona; la seva tonalitat varia segons l'individu i pot ser que algunes d'aquestes franges no siguin apreciables. Ales posteriors també marrons clares però amb la base rogenca. La variació sobretot es produeix en la femella.

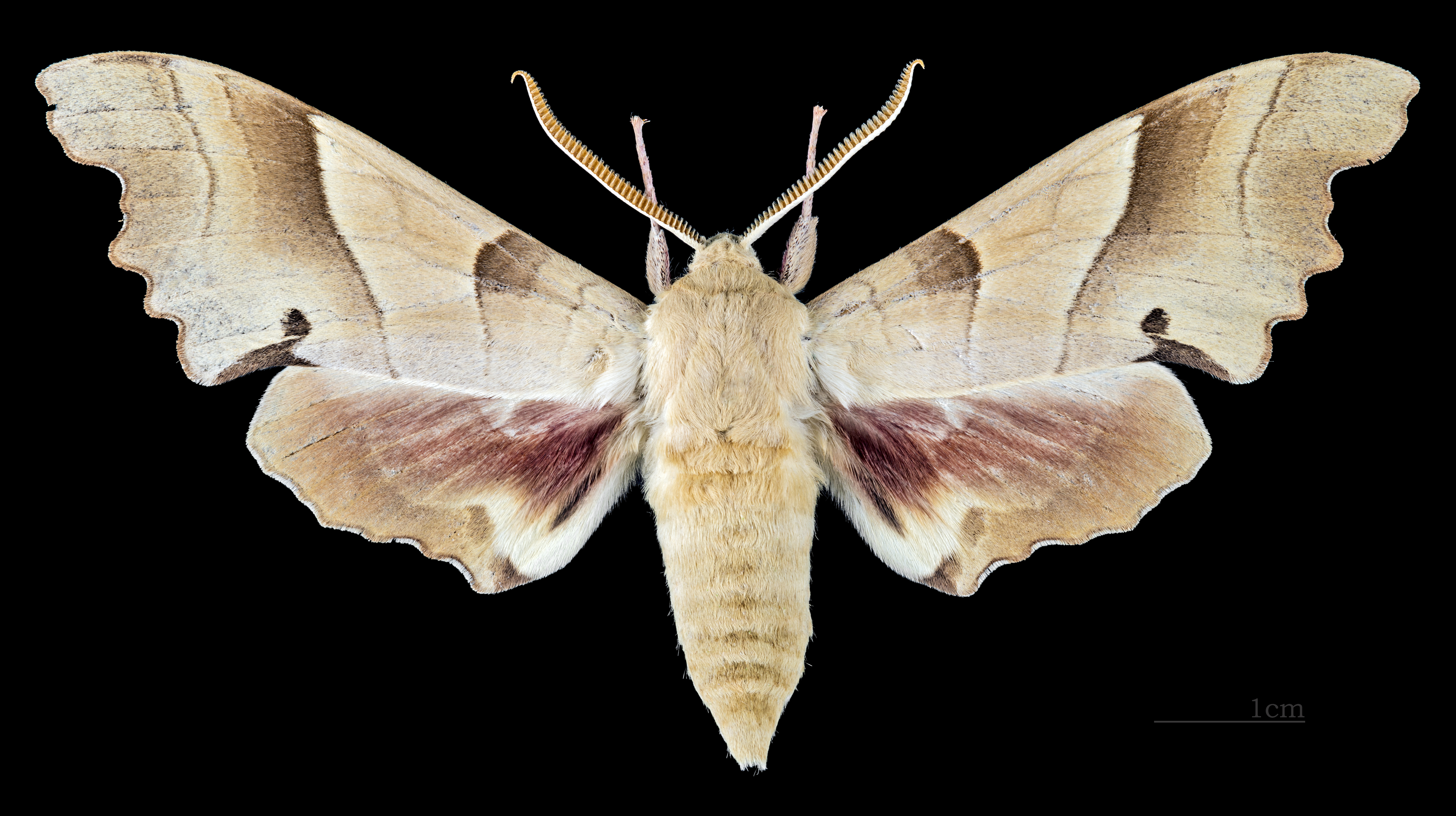
♂
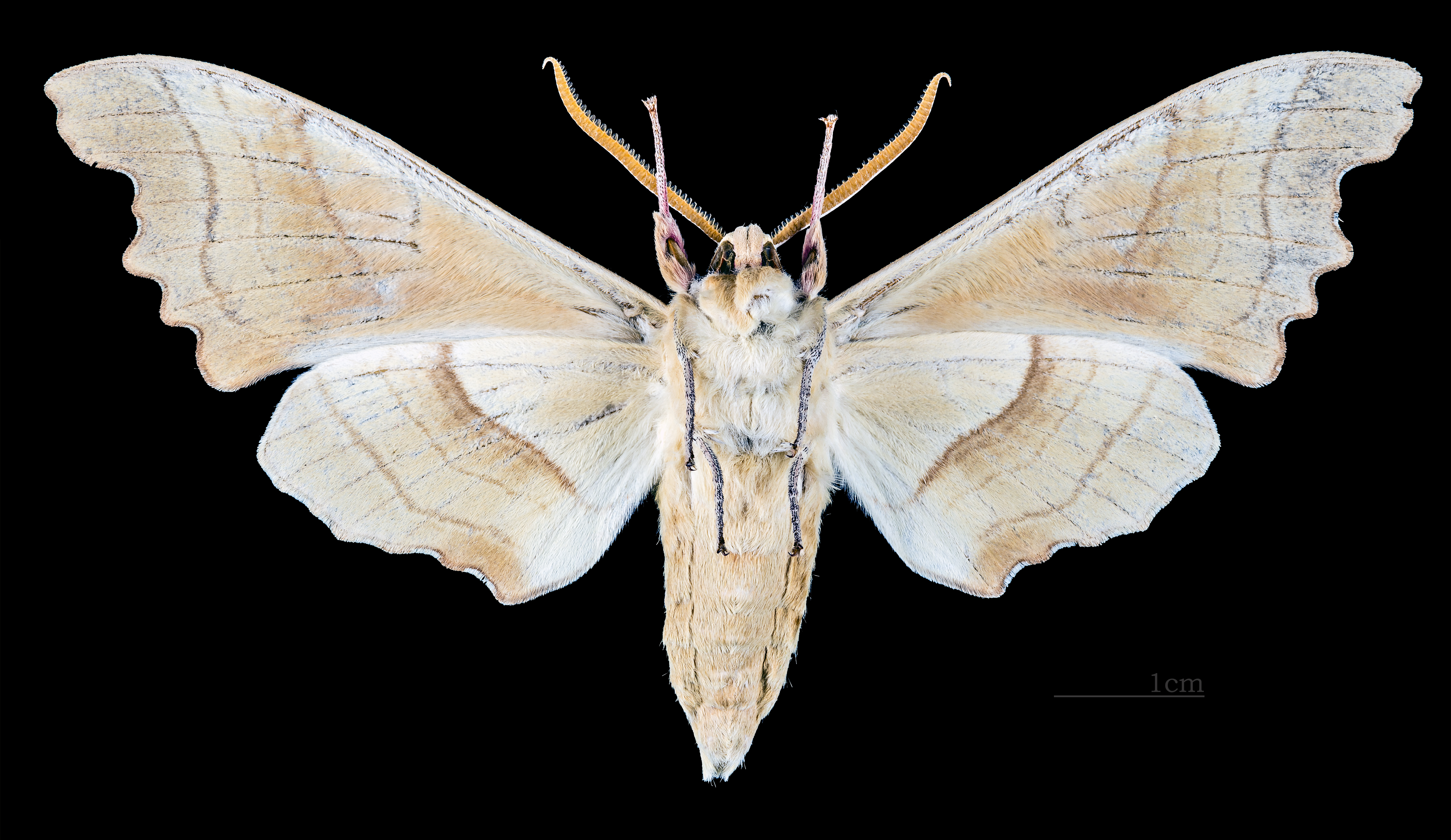
♂ △
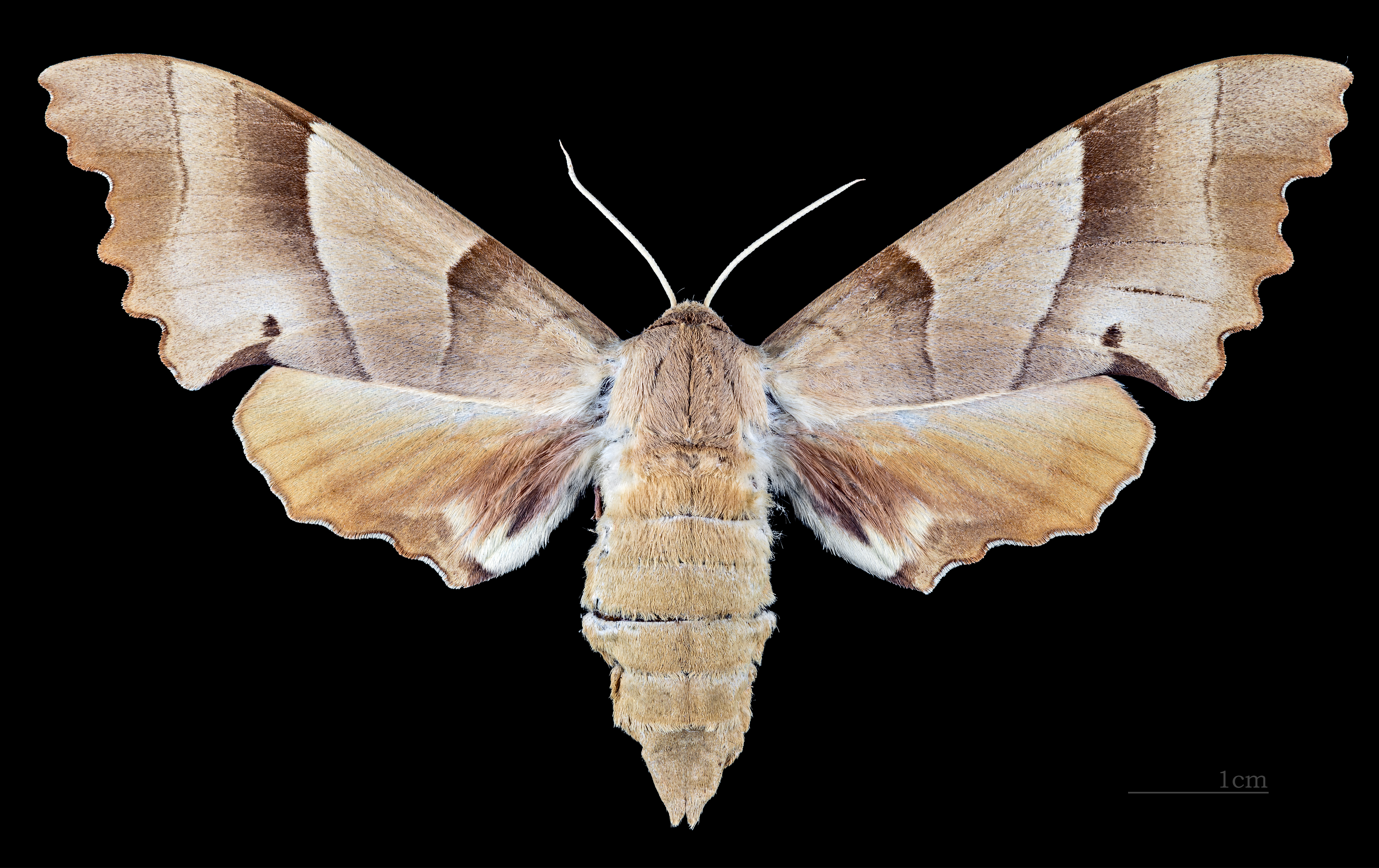
♀
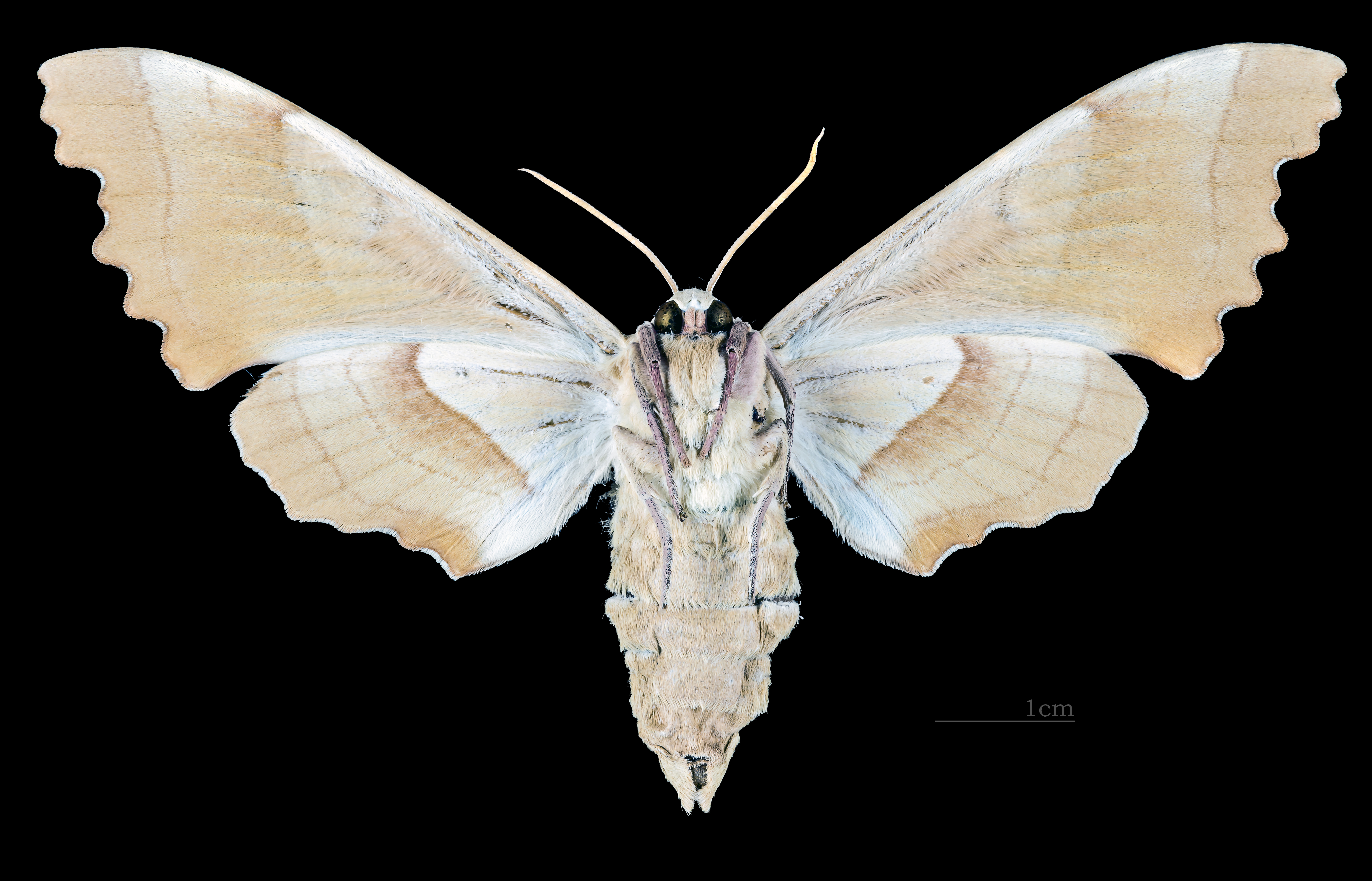
♀ △
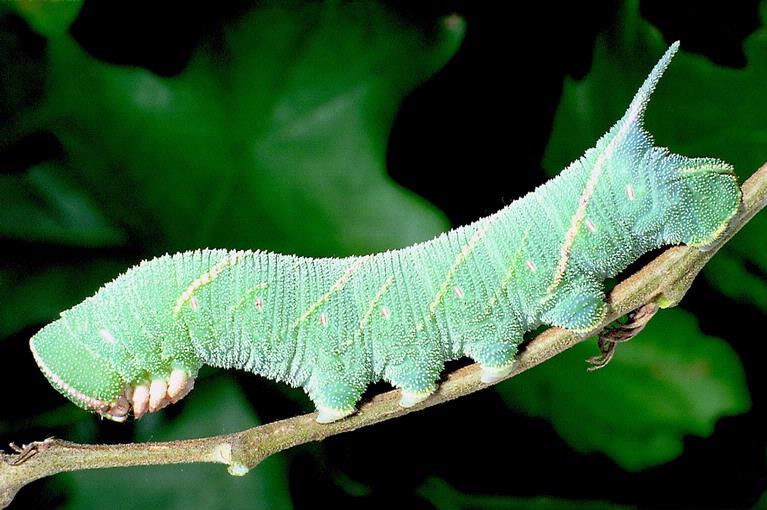
Eruga

### Eruga
Pot arribar fins als 80 mm. Presenta dues formes; una completament verda i l'altra blavosa emblanquinada. Ambdues están puntejades de blanc i estan envoltades de línies obliqües blanques grogoses que imiten la venació de les fulles; cua verda o lleugerament blavosa; cap del mateix color del cos amb dues línies blanques que parteixen de la part superior del cap i acaben a les mandíbules. Quan s'alimenta sobre Quercus ilex, tendeix a adquirir la forma grisa blavosa densament puntejada de blanc amb franges obliqües blanques.

## Hàbitat
Vessants assolellats, secs i amb predomini de roures joves, fins als 1500 metres a la península Ibèrica (zona corresponent als hàbitats del gènere Quercus). L'eruga s'alimenta de Quercus, especialment Quercus suber, Quercus ilex, Quercus coccifera, Quercus pubescens i Quercus cerris.

## Període de vol
Dues generacions, la primera al maig/juny i una segona parcial o total a l'agost/setembre. Hibernació com a pupa en una cambra subterrània.

## Costums
Durant el dia els imagos reposen entre el fullatge, imitant una fulla seca, tot i que de vegades alguns exemplars cauen i es poden trobar als troncs, com passa a vegades amb les femelles després de l'aparellament. No s'alimente durant l'etapa adulta i se senten atrets per la llum artificial. És parasitada pel taquínid Drino imberbis.